# Son of Dracula (1943)
Son of Dracula is een Amerikaanse horrorfilm uit 1943, geregisseerd door Robert Siodmak. Het scenario van de film werd geschreven door Roberts broer, Curt. Hoofdrollen werden vertolkt door Lon Chaney jr. en Evelyn Ankers.
Dit was de derde film in Universal Studios' Dracula-trilogie. De film werd voorafgegaan door Dracula en Dracula's Daughter.

## Verhaal
De Hongaarse graaf Alucard arriveert in de Verenigde Staten na te zijn uitgenodigd door Katherine Caldwell, een van de dochters van de plantage-eigenaar Kolonel Caldwell. Kort na zijn aankomst sterft de kolonel. Hij laat zijn fortuin na aan zijn twee dochters. Claire krijgt al zijn geld, en Katherine zijn landhuis genaamd "Dark Oaks." Katherine blijkt een voorliefde te hebben voor morbide dingen, en begint in het geheim een relatie met Alucard. Uiteindelijk trouwt ze met hem, tot ongenoegen van haar ex-vriend Frank Stanley.
Frank confronteert het koppel en probeert Alucard dood te schieten. De kogels gaan echter recht door het lichaam van de graaf en treffen Katherine, die blijkbaar sterft aan de gevolgen. Geschokt gaat Frank ervandoor en zoekt hulp bij Professor Brewster. Die bezoekt Dark Oaks, alwaar hij zowel Alucard als een nog levende Katherine aantreft. Het koppel maakt bekend zich te gaan wijden aan de wetenschap, en voortaan enkel ’s nachts bezoek te willen ontvangen. Frank gaat ondertussen naar de politie en bekent de moord op Katherine. Brewster probeert de sheriff ervan te overtuigen dat hij Katherine levend en wel heeft gezien. De sheriff doorzoekt Dark Oaks en vindt het dode lichaam van Katherine. Hij laat haar naar het mortuarium brengen.
Dan arriveert de Hongaarse professor Lazo bij Brewsters huis. Brewster concludeert net op dat moment dat Alucard in feite de naam Dracula is, maar dan achterstevoren gespeld. De twee professoren vermoeden dat er vampiers in het spel zijn. Dit vermoeden wordt bevestigd wanneer het dode lichaam van een jongeman wordt gevonden, met bijtwonden in de nek. Alucard confronteert Brewster en Lazlo, maar die kunnen hem verdrijven met een kruisbeeld.
Katherine, die ook een vampier is geworden, bezoekt Frank in zijn cel en bekent dat ze nog steeds van hem houdt. Ze wist al vanaf het begin wat Alucard werkelijk was, en trouwde enkel met hem om onsterfelijkheid te krijgen. Nu wil ze die onsterfelijkheid met Frank delen. Frank slaat het aanbod eerst af, maar gaat erop in wanneer Katherine hem vertelt hoe hij Alucard kan verslaan. Frank ontsnapt uit de gevangenis, zoekt Alucard op, en verbrandt zijn kist terwijl de graaf er nog in ligt. Brewster, Lazlo, en de sheriff arriveren op de plaats van het gebeuren, maar vinden enkel de verkoolde resten van Alucard. Ze haasten zich naar Dark Oaks. Daar blijkt dat Frank Katherine ook heeft verbrand.

## Rolverdeling
| Acteur                   | Personage                |
| ------------------------ | ------------------------ |
| Lon Chaney               | Graaf Alucard            |
| Robert Paige             | Frank Stanley            |
| Louise Allbritton        | Katherine 'Kay' Caldwell |
| Evelyn Ankers            | Claire Caldwell          |
| Frank Craven             | Professor Harry Brewster |
| J. Edward Bromberg       | Professor Lazlo          |
| Adeline De Walt Reynolds | Madame Queen Zimba       |
| Patrick Moriarity        | Sheriff Dawes            |
| Etta McDaniel            | Sarah, Brewster's Maid   |
| George Irving            | Kolonel Caldwell         |

## Achtergrond
Son of Dracula was de eerste film waarin een vampier in beeld veranderde in een vleermuis. Dit effect werd gecreëerd door John P. Fulton, die eerder al meewerkte aan The Invisible Man.
De film werd minder goed ontvangen dan de originele Draculafilm uit 1931. Veel gehoorde punten van kritiek waren dat acteur Lon Chaney Jr. niet geschikt was voor de rol van de graaf daar hij te groot was en niet eng genoeg. In latere jaren kreeg de film echter een schare fans die juist wel tevreden waren over Chaney’s optreden.